# Chauliodus pammelas
Chauliodus pammelas is een straalvinnige vissensoort uit de familie van Stomiidae. De wetenschappelijke naam van de soort is voor het eerst geldig gepubliceerd in 1892 door Alcock.